# Antonín Kuchař (politik)
Antonín Kuchař (* 17. dubna 1972) je český politik, od roku 2006 zastupitel (v letech 2006 až 2022 také místostarosta a od roku 2022 radní) města Kyjov v okrese Hodonín.

## Život
V roce 2006 uváděl jako povolání ředitel pobočky Komerční banky. Angažoval se jako předseda kyjovského fotbalového klubu. Je zároveň hasičem a starostou kyjovského sboru dobrovolných hasičů. V době pandemie nemoci covid-19 v roce 2020 zase pomáhal jako sanitář v kyjovské nemocnici.
Antonín Kuchař žije ve městě Kyjov v okrese Hodonín, kam se přistěhoval po svatbě na začátku 90. let 20. století.

## Politické působení
V komunálních volbách v roce 1998 kandidoval jako člen KDU-ČSL do Zastupitelstva města Kyjov, ale neuspěl. Stejně tak nebyl zvolen ve volbách v roce 2002 jako nezávislý za subjekt „Sedmadvacítka nezávislých“. Uspěl až ve volbách v roce 2006 jako nezávislý za subjekt „Sedmadvacítka nezávislých“. Za stejné uskupení pak jako nezávislý obhájil mandát zastupitele města ve volbách v letech 2010, 2014, 2018 a 2022. V letech 2006 až 2022 zastával zároveň funkci místostarosty města, od roku 2022 působí jako radní města. V době, kdy byl starosta města František Lukl ministrem pro místní rozvoj ČR (červenec 2013 až leden 2014), převzal od něj Kuchař pravomoci starosty města. V roce 2016 se řešilo, jak získal do osobního užívání vyřazené auto kyjovské radnice.
Ve volbách do Senátu PČR v roce 2022 kandidoval jako nestraník za hnutí STAN v obvodu č. 79 – Hodonín. Do druhého kola volby však nepostoupil, když se se ziskem 14,66 % hlasů umístil na 3. místě.